# Rational choice
Rational Choice-teori är en samhällsvetenskaplig teori som härstammar ur en viss typ av metodologisk skola kallad metodologisk individualism. Teorin kan användas för att försöka förstå och beskriva socialt och ekonomiskt beteende hos människor eller djur. Teorin förutsätter i sin tur en teoretisk människotyp som kallas homo oeconomicus, som i alltid agerar fullständigt maximerande i relation till sitt av eget tycke identifierade egenintresse, och inte påverkas alls av sin omgivning, men även har tillgång till "perfekt information".
Empiriska analyser görs genom statistisk modellering, där matematiska modeller används.
Modellernas antaganden görs för att i så hög grad som möjligt förutsäga och beskriva enskildas agerande och beteende, socialt som ekonomiskt, snarare än socialt, i olika situationer. Inom nationalekonomi dominerar teorin, i synnerhet inom mikroekonomi där den är det överskuggande paradigmet.
När det gäller empiriska studier tenderar rational choice-perspektivet att utföras med kvantitativa metoder.

## Teoretiska antaganden
Rational Choice är en teori som söker beskriva hur människors beteende bör vara med utgångspunkt i (erkänt orealistiska) grundantaganden gällande absolut rationalitet. Dessa antaganden - som är samma antaganden som görs i mikroekonomi - ligger till grund för modeller som kan beskrivas matematiskt i form av enkla bytesrelationer. Grundmodellerna är enkla, men genom att lägga till fler antaganden kan modellerna göras mer tillförlitliga. 
Metodologin gör antagandet att alla människor försöker maximera sina vinster och minimera sina kostnader. Med vinst och kostnad avses inte enbart monetära sådana; en "vinst" är istället allt som ökar individens subjektivt upplevda nytta, medan en kostnad är sådant som minskar den.
En viktig förutsättning för teorin och modellering är mycket förenklade antaganden om människors beslutsgrunder. Vidare förutsätts oftast att människorna har helt och hållet konsekventa preferensordningar, samt att de konsekvent prioriterar egennyttan framför att handla till andra människors fördel. Ofta, men inte alltid, förutsätter modellerna även att individerna har tillgång till "perfekt information".

### Begreppsdefinitioner
- Med rationalitet avses människors postulerade förmåga agera på ett fullständigt förutsägbart vis.
- Med marknadsimperfektioner avses när den empiriska verkligheten inte stämmer överens med hur teorin anser att mänskligt handlande bör se ut.[1]
- Med perfekt information menas att informationen som aktören vilken förväntas agera rationellt ska erhålla ska vara fullständigt komplett, det ska alltså inte finnas någonting relevant som aktören inte känner till angående det val som ska göras alls.

## Inom olika ämnesområden

### Nationalekonomi
Nationalekonomin är det samhällsvetenskapliga ämne där rational-choice perspektivet uppstod. Inom nationalekonomin är rational-choice sedan flera år det absolut dominerande grundperspektivet. Ny teoribildning och formaliserad empirisk forskning inom mikroekonomi bygger allmänt, mer eller mindre, på rational-choice-teorins. Rational choice har smält ihop med själva disciplinen nationalekonomi i sådan grad att termen sällan används inom fältet. Inom heterodox ekonomi förekommer rational choice dock mer sällan till följd av att heterodoxa ekonomer studerar ekonomi ur långt fler infallsvinklar än bara neoklassisk teori. När rational choice-teori inte korresponderar med den empiriska verkligheten åberopar nationalekonomer vanligen så kallade "marknadsimperfektioner".

### Sociologi
Inom sociologin har rational choice-teori inte fått riktigt samma fotfäste. Detta till följd av att sociologin ämnar att förklara mänskligt beteende som det faktiskt är, och inte som det enligt någon part bör vara. Perspektivet finns dock inom sociologin och lyfts oftast när ämnet rör spelteori. Dessa exempel är vanligen teoretiska, och fokuserar på att låta studenter tänka sig in i de olika parternas handlingsalternativ och eventuella strategier i en situation där endast en begränsad mängd val finns tillgängliga. (Se: Fångarnas dilemma) Att perspektivet inte fått samma fotfäste inom sociologin handlar alltså främst om att sociologer vanligen inte tillåter sig att axiomatiskt postulera att människor skulle vara absolut rationella, eller absolut irrationella heller för den delen.

### Kriminologi
Inom kriminologin har Rational choice ett utilitaristiskt perspektiv på människan. Människan förutsätts vara en rationell aktör som bedömer och väger risker (med olika mål och medel) mot eventuella kostnader och vinster med ett visst agerande. Ett bra exempel inom kriminologin på detta är hur rutinaktivitetsteorin antar att en gärningsman agerar inför ett brott (se gärningsmannaprofilering). Rational choice-teori utgör basen i rutinaktivitetsteorin och dess strategier om kontroll genom situationell brottsprevention. Det idag dominerande perspektivet inom kriminologi är den administrativa kriminologin där rational choice och rutinaktivitetsteori utgör skolbildningens ideologiska bas.

### Statsvetenskap
Inom statsvetenskap har tillväxten för rational choice-teori inte gått lika snabbt som inom nationalekonomi. Spelteori räknas oftast som en del av rational choice-skolan, men utgör också dess kritik (se bunden rationalitet). Sådan teori har fått särskilt stor betydelse inom statsvetenskapen, framför allt inom internationella relationer.

### Biologi
Den teoretiska biologin och ekologin har sedan länge använt sig av formell modellering med utgångspunkter som är mycket lika de som görs inom mikroekonomi. Där man menar att även djurindivider beter sig nyttomaximerande i konkurrensen med andra individer och arter.

### Psykologi
Rational choice-perspektiv och formell modellering har fått ökande genomslag, exempelvis inom fältet evolutionärpsykologi.

## Kritik mot RC-teori
En kritik som finns mot Rational Choice är bunden rationalitet som är delvis sprungen ur spelteori, delvis från organisationsteori. Utgångspunkten här är bland annat att individen är komplex (ej steril) och begränsas av den information den har (individen saknar perfekt information) och den kontext de befinner sig i. En individs agerande begränsas av de förutsättningar som ges och kan därför inte i alla lägen vara maximerande. Ett exempel är det berömda spelet Fångarnas dilemma.
Inom beteende- och statsvetenskapen finns vissa som eftersträvar att närma sig naturvetenskapen och dess förklaringsmodeller. En vanlig kritik av rational choice, är dock att dess metodologi är bättre anpassad för naturvetenskap, med tyngdpunkten liggande åt effektiv kvantifiering, respektive matematik. Kritiker menar att teorin bär med sig inslag av reduktionism och instrumentellt förnuft när den används slentrianmässigt och presenteras för att vara en mer exakt teori än den i själva verket är. Samma kritiker menar ofta att en pluralistisk metodologi är mer anpassad till samhällsvetenskaplig forskning.
I Pathologies of Rational Choice Theory lyfts att rational choice givit begränsade empiriska resultat inom forskningen. Inom främst statsvetenskapen har den tillämpade vetenskapen varit svag i sina statistiska metoder och när korrigering för detta gjorts har det visat sig att många av de empiriska resultaten inte längre håller. Sett från detta perspektiv har rational choice-teori tillfört väldigt lite för den övergripande förståelsen av politiska skeenden, och skulle därför tillmätas ett oproportioneligt stort vetenskapligt värde i forskningen än vad som skulle kunna anses rimligt.